# Lepus timidus
La lepre variabile o lepre bianca (Lepus timidus, Linnaeus, 1758)  è un mammifero lagomorfo della famiglia dei Leporidi.

## Distribuzione
La specie è presente con le sue sottospecie in Eurasia e nell'America settentrionale.

## Descrizione

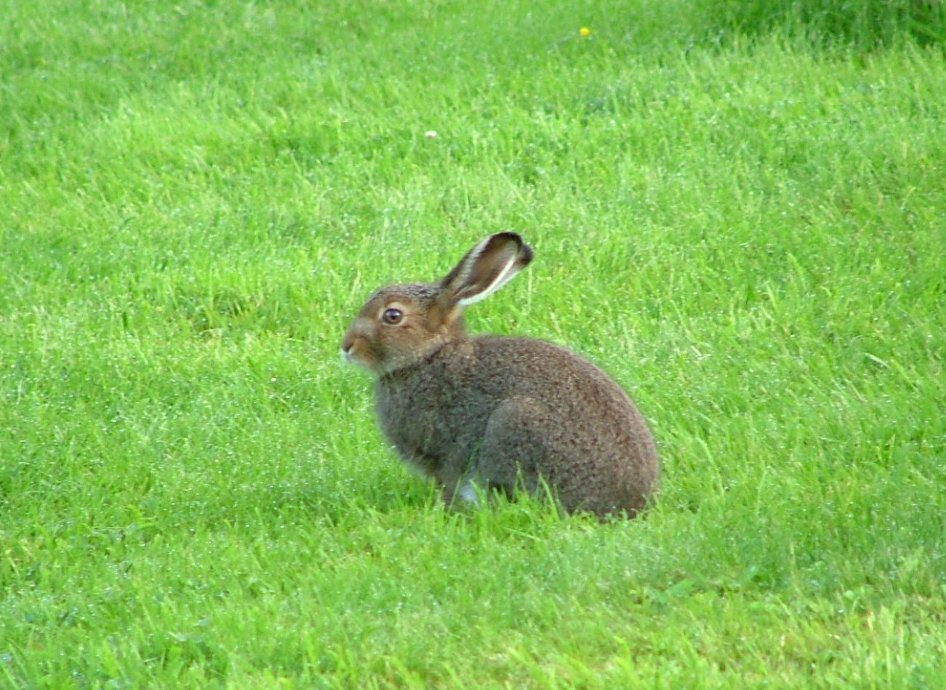
Un esemplare con mantello estivo.

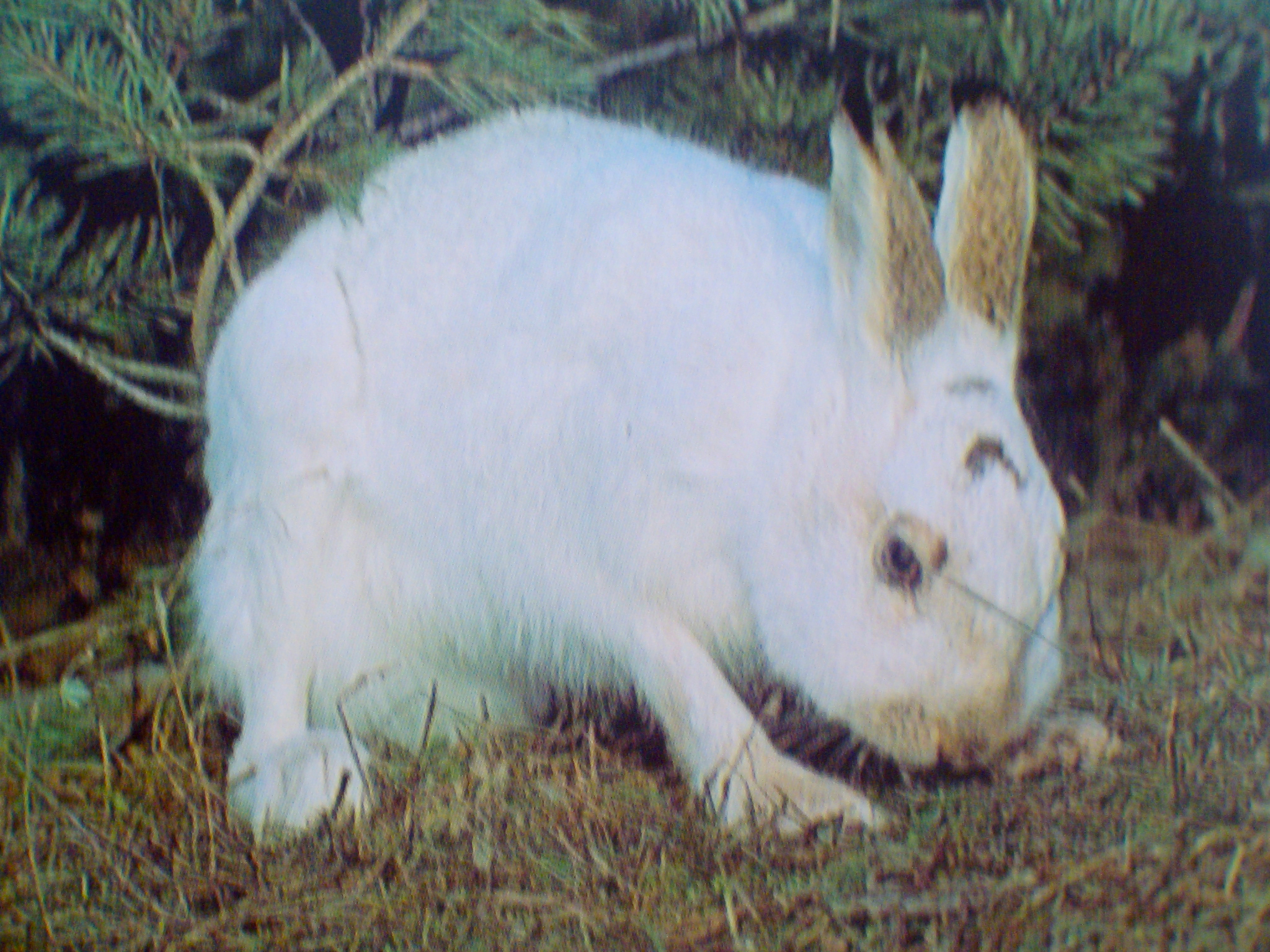
Un esemplare con mantello invernale.

Le lepri variabili cambiano colore a seconda della stagione, da bianco candido durante l'inverno a bruno-rossiccio in estate.
La muta del pelame viene stimolata dalla temperatura, e così sempre del colore del terreno, mantenendo però la punta delle orecchie nere.
Addirittura le sottospecie più settentrionali non mutano affatto il colore, rimanendo invariabilmente bianche per tutto l'anno, visto che la neve domina quasi incontrastata il paesaggio.
Per sopravvivere alle latitudini più settentrionali però non basta sapersi nascondere, e le lepri bianche hanno sviluppato una serie di adattamenti fisiologici per resistere ai freddi climi nordici.

## Sottospecie
Di seguito è riportata una lista delle sottospecie comunemente accettate dalla maggior parte degli autori:
- Lepus timidus ainu
- Lepus timidus begitschevi
- Lepus timidus gichiganus

- Lepus timidus hibernicus
- Lepus timidus kamtschaticus
- Lepus timidus kolymensis
- Lepus timidus kozhevnikovi
- Lepus timidus lugubris
- Lepus timidus mordeni
- Lepus timidus orii
- Lepus timidus scoticus
- Lepus timidus sibiricorum
- Lepus timidus timidus
- Lepus timidus transbaicalicus
- Lepus timidus varronis

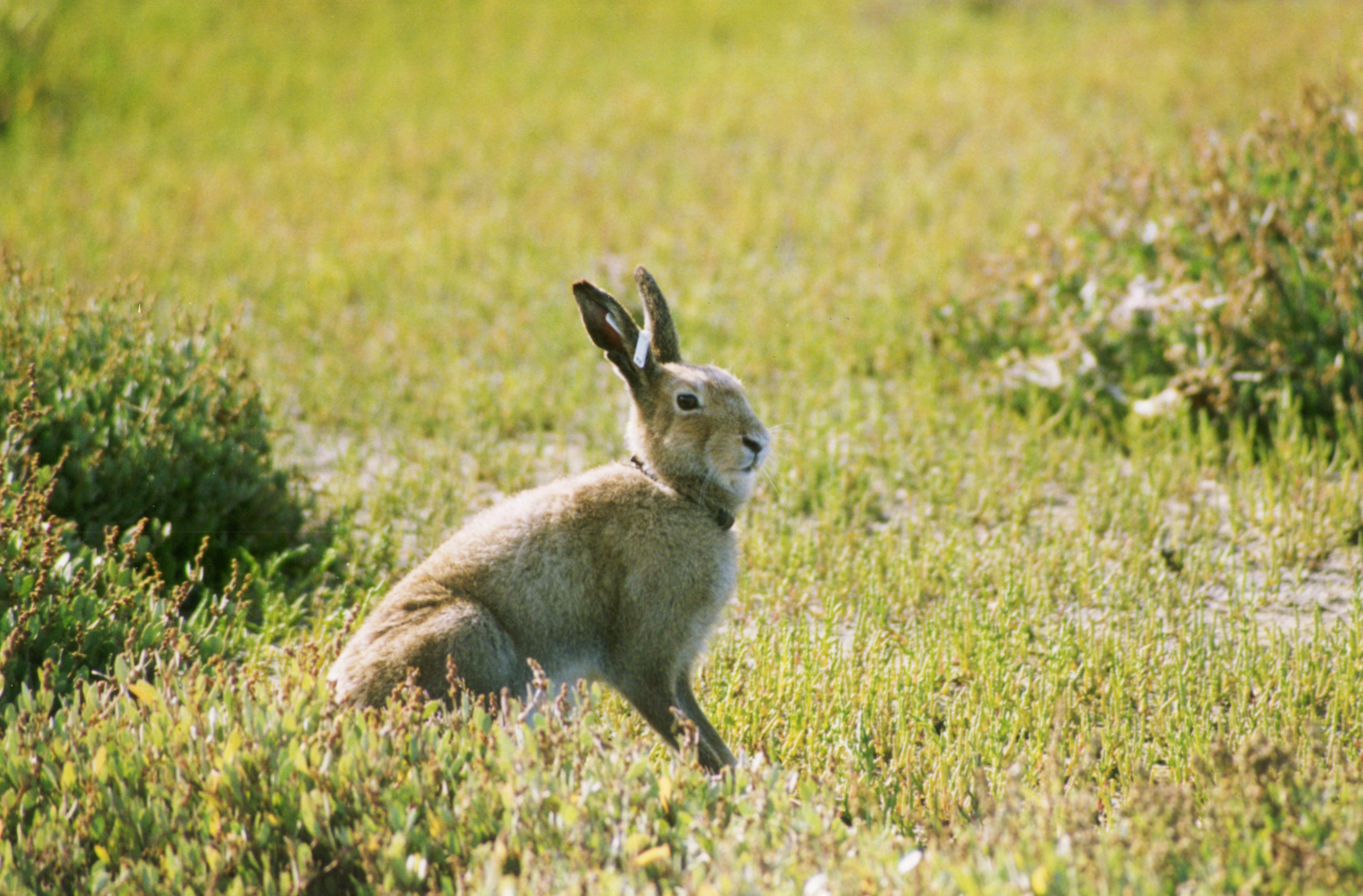
Un maschio di Lepus timidus hibernicus munito di radiocollare.

Alcuni autori classificano come sottospecie della lepre bianca anche la lepre artica (Lepus timidus arcticus).

## Riproduzione
Durante l'arco dell'anno una femmina può avere 1 o 2 parti, generalmente nel periodo che va da aprile a settembre.
Dopo una gestazione di circa 50 giorni nascono da 2 a 5 piccoli; come nel caso della Lepre comune i piccoli, appena nati, hanno già gli occhi aperti e il corpo ricoperto da peli. I giovani hanno uno sviluppo assai precoce che li rende autosufficienti a sole quattro settimane.
È interessante far notare che possono nascere, anche se
raramente, ibridi di Lepre comune e Lepre variabile, in quanto gli areali delle due specie, in alcuni casi, si
sovrappongono parzialmente.

### Alimentazione
Si nutre di erica, Calluna vulgaris, cortecce delle betulle, salici nani e aghi di conifere.